# Ácido p-cumárico
El ácido p-cumárico es un ácido hidroxicinámico, un compuesto orgánico que es un hidroxi derivado de ácido cinámico. Hay tres isómeros de ácido cumárico - ácido o-cumárico, ácido m-cumárico y ácido p-cumárico; que difieren por la posición de sustitución hidroxi del grupo fenilo. El ácido p-cumarico es el isómero más abundante de los tres en la naturaleza. El ácido p-cumárico existe en dos formas: ácido trans-p-cumárico y ácido cis-p-cumárico.
Es un sólido cristalino que es ligeramente soluble en agua, pero bien soluble en etanol y éter dietílico.
Junto con el alcohol sinapílico y el alcohol coniferílico, el ácido p-cumárico es un componente importante de la lignina.

## Presencia natural
El ácido p-cumárico se encuentra en Gnetum cleistostachyum.

### En alimentos
El ácido p-cumárico se puede encontrar en una amplia variedad de plantas comestibles como el maní, habichuelas blancas, tomates, zanahorias y ajo. También se encuentra en el vino y en el vinagre de vino. También es posible encontrarlo en el grano de cebada grano.
El ácido-p-cumárico es un constituyente del polen de la miel.

### Derivados
También se puede encontrar glucósido de ácido p-cumárico en panes comerciales que contienen linaza.
Se pueden encontrar diésteres de ácido p-cumárico en la cera de carnaúba.

## Metabolismo

### Biosíntesis
Se biosintetiza a partir del ácido cinámico por la acción de la enzima dependiente de P450, ácido 4-cinámico hidroxilasa (C4H).
  {\displaystyle {\xrightarrow {C4H}}} 
También se produce a partir de L-tirosina por la acción de la tirosina amoníaco liasa (TAL).
  {\displaystyle {\xrightarrow {TAL}}}  + Amoníaco + H+